# 318e escadrille de chasse et de reconnaissance polonaise
La 318e escadrille de chasse et de reconnaissance polonaise, dite également de « Gdańsk » (en polonais : 318 Dywizjon Myśliwsko-Rozpownawczy „Gdański”) est une escadrille de chasse et de reconnaissance dont les pilotes polonais combattaient au sein de la Royal Air Force durant la Seconde Guerre mondiale.

## Histoire
L'escadrille est formée le 20 mars 1943 à Detling près de Maidstone. Après l'entraînement de reconnaissance sur des Hurricanes, l'effectif de l'escadrille (250 personnes) embarque au mois d'août 1943 sur le paquebot  MS Empress of Australia pour arriver à Port-Saïd. Ensuite, la 318e se rend par voie terrestre sur la base de Muqebilia près de Nazareth. En conséquence du climat défavorable (des nombreux soldats souffrent de malaria), l'escadrille est transférée à Quassassin en Égypte afin d'effectuer des vols de reconnaissance pour le compte des armées polonaise, britannique, égyptienne et grecque.
En 1944, la 318e est délocalisée en Italie où elle est affectée au 285 Reconnaisance Wing. Ses pilotes réalisent des vols de reconnaissance au-dessus de Monte Cassino.
À partir de la mi-juin 1944 l'escadrille effectue des missions exclusivement pour le Deuxième corps polonais. Lors de l'assaut de la Ligne gothique, ses pilotes cherchent et détruisent des cibles terrestres. Elle assure la couverture aérienne lors de la prise d'Ancône.
En 1945 la 318e réalise des missions de reconnaissance lointaine dans la région de Padoue, Venise et Trévise. En raison de la proximité des bases aériennes ennemies, les avions sont escortés par des chasseurs. Fin avril, l'escadrille attaque de nouveau des cibles au sol.
En juillet 1946 la 318e escadrille revient en Angleterre pour être dissoute le 18 août de la même année.

## Commandants
- lieutenat-colonel Adam Maksymilian Wojtyga depuis le 20 mars 1943
- capitaine Leszek Wielochowski depuis le 5 août 1943
- capitaine Zbigniew Moszyński depuis le 5 janvier 1945
- capitaine Włodzimierz Bereżecki  20 mai 1946 - 19 août 1946

## Pilotes
| capitaine Mieczysław Galicki capitaine Zbigniew Kalinowski capitaine Lew Kuryłowicz capitaine Jan Kazimierz Preihs lieutenant Michał Stanisław Andruszko lieutenant Tadeusz Barwich lieutenant Jan Błaszczyk lieutenant Brachmański lieutenant Seweryn Buckiewicz lieutenant Bruno Chudziński lieutenant Witold Cieślak lieutenant Tomasz Cybulski lieutenant Czarnecki lieutenant Alfons Czernecki lieutenant Witold Czerwiński lieutenant Antoni Galwin lieutenant Bronisław Gaworski lieutenant Kazimierz Górniak (dca esk.) lieutenant Jan Grodziński lieutenant Zbigniew Hamankiewicz lieutenant Jan Ignatowski lieutenant Jan Jakubowski lieutenant Rudolf Kesselring lieutenant Stefan Kanpp lieutenant T. Kelly (Royaume-Uni) lieutenant Zdzisław Antoni Kocot lieutenant Stanisław Koń lieutenant Florian Kuroczycki lieutenant Józef Lipp lieutenant Michał Michniewicz lieutenant Wincenty Józef Miniszewski lieutenant Czesław Nowak lieutenant Władysław Nycz lieutenant Jerzy Osostowicz lieutenant Jerzy Stefan Paczuski lieutenant Andrzej Piaskowski | lieutenant Jerzy Aleksander Radwański lieutenant Zygmunt Rembowski lieutenant Antoni Rudomina-Dusiacki lieutenant Mieczysław Sawicki lieutenant Aleksander Schreiber lieutenant Oswald Sęp-Szarzyński lieutenant Z. Sierosławski lieutenant Ferdynand Stutzmann lieutenant Leon Ślarzyński lieutenant Ślusarczyk lieutenant Świechowski lieutenant Ignacy Święcicki lieutenant Edward Tatarski lieutenant T. C. Tate (Brésil) lieutenant J. C. Taylor (Nouvelle-Zélande) lieutenant Tadeusz Telewiak lieutenant J. H. Tunnicliffe (Royaume-Uni) lieutenant Franciszek Turek lieutenant Zdzisław Uchwat lieutenant Urban lieutenant E. Witke lieutenant Tadeusz Wojtowicz sous-lieutenant Andrzej Baber sous-lieutenant Beyer sous-lieutenant Buchowiecki sous-lieutenant M. Budziński sous-lieutenant H. M. Castle (Royaume-Uni) sous-lieutenant Adam Chłopek sous-lieutenant Stefan Guziak sous-lieutenant Kazimierz Karlikowski sous-lieutenant J. M. Kenny (Irlande) sous-lieutenant Edward Kosmalski sous-lieutenant Edward Podkościelny sous-lieutenant Henryk Rosiński sous-lieutenant Jan Ślósarski sous-lieutenant Józef Woropaj-Horodziejewicz |

## Équipements
- Hawker Hurricane Mk-I et Mk-IC - depuis le 20 mars 1943[3]
- Hawker Hurricane Mk-IIC - depuis le 5 août 1943
- Supermarine Spitfire Mk-VB - depuis le 10 mars 1944
- Supermarine Spitfire Mk-IX et LF Mk-IXE - depuis le 5 octobre 1944

## Bases
Bases
| 20 mars 1943 - Detling (Angleterre) 9 septembre 1943 - Muquebilia (Palestine) 13 octobre 1943 - Gaza (Palestine) 22 octobre 1943 - Wilhelma (Palestine) 22 novembre 1943 - Quassasin (Égypte) 9 avril 1944 - Helwan (Égypte) 27 avril 1944 - Madma (ainsi que les suivantea: Italie) 30 avril 1944 - Trigno 14 juin 1944 - San Vito 26 juin 1944 - Tortoreto 2 juillet 1944 - Fermo 29 juillet 1944 - Falconara | 23 août 1944 - Chiaravalle 31 août 1944 - Piagiolino 17 septembre 1944 - Cassandra 27 septembre 1944 - Rimini 7 novembre 1944 - Bellaria 2 décembre 1944 - Rorli 2 mai 1945 - La Russia 6 mai 1945 - Treviso 14 mai 1945 - Risano 8 mars 1946 - Trévise juillet 1946 - Coltishall (Angleterre) |

## Source de la traduction
- (en) Cet article est partiellement ou en totalité issu de l’article de Wikipédia en anglais intitulé « No. 318 Polish Fighter-Reconnaissance Squadron » (voir la liste des auteurs).